# Милијана Коматина
Милијана Коматина (Машница, код Плава, 10. мај 1930 — Београд, 2006) била је вишеструко награђивана српска песникиња, партизанка у Другом светском рату, политичка затвореница Титовог режима за време кризе Информбироа, 1948. године и надаље.
За живота јој је објављено пет збирки поезије и један избор посмртно.

## Биографија
Рођена 10. маја 1930. у место Машница (мада је на другим местима помињано и Мурино), данас Црна Гора.
Други светски рат јој је прекинуо школовање. Као дванаестогодишња девојчица постала је редов–добровољац у Седмој црногорској бригади НОВЈ, где је била борац од 1942. до 1945. године. После рата је била четвороструки ударник на радним акцијама обнове Југославије.
За време политичког прогона у време Резолуције Информбироа била у логорима Титовог режима, прво на Дунаву (Рамски рит код Смедерева), а после на Голом отоку. О томе је ретко причала, а последице робијашнице су биле изгубљено здравље и пријатељи. У реткој исповести у Илустрованој политици 2000. рекла је: „Два пута сам се родила, 1930. и 1944, када сам побегла са стрељања испред цеви италијанских карабињера, а трећи пут када сам преживела злочиначку тортуру Титових џелата...“ Рекла је и: „Пишем песме; описујем своја осећања на пакао комунистичког логора и о томе подсећам читаоце на једно тужно и болно време у коме вас је лако гутала — помрчина!“
Осим збирки поезије, објављивала је у зборницима, часописима и антологијама. Била је члан Књижевног клуба „Ђуро Салај“ од 1975, члан Удружења књижевника Црне Горе од 1985, Књижевног друштва Раковице од 1995. и Књижевне заједнице Југославије од 2003. године.
Учествовала је на књижевним манифестацијама где је и награђивана. Лауреат је, између осталог, и Вукове награде и Октобарске награде града Београда. Заступљена је у Енциклопедији писаца Црне Горе.

## Књиге поезије
- Одрони, НИО Побједа, Титоград, 1982.
- Ђа тамо ђа овамо, НИО Универзитетска ријеч, Никшић, 1989.
- Крв није вода, Алтера, Београд, 1992.
- Жив камен, ГИП Спринт, Београд, 1996.
- Тајге, ГИП Спринт, Београд, 1999.
- Остави небо отворено, избор од 76 песама, Приређивачи: Јасмина Малешевић и Верица Брновић, Издавач: Књижевна заједница Југославије, Београд, 2015. Књижевна награда „Милорад Калезић“, за најбољу књигу поезије 2015.